# Телефонирање (пословне комуникације)
Увођење телефонских линија у масовну употребу почетком 20. века пре свега у Америци, а у остатку света интензивно у другој половини века допринело је другачијој врсти комуникације међу људима, па и у пословном свету. Послови су се могли брже и лакше договарати, али и пратити извршење. Уместо споре поште и путовања ради непосреног договора, сада су послови могли да се одвијају на великим динстанцама, међународно, па чак и интерконтинентално.
То је наметнуло и потребу за увођењем бонтона у овој врсти комуникације, као и пословног бонтона.
У новије доба развили су се и новији видови комуникације – факс, интернет, имејл, СМС поруке, мобилна телефонија, телефонирање преко интернета, видео позиви. Рачунајући мобилну телефонију коју, опет, и сврставамо у телефонирање, ипак, можемо закључити да је телефонирање и даље најчешћи облик комуникације међу људима. Послови се најчешће и воде телефонским путем.
Пословно телефонирање по суштини наслеђује основне теорије из области пословних комуникација. Због своје специфичности вербалне комуникације, без учешћа визуелног и физичког контакта изражен је значај гласовне поруке. Слушалац се концентрише на информације које чује тако свако гестукиларање и показивање рукама бива сувишно.
У току радног времена 70% се односи на комуникације. Можемо сматрати да се 50% односи на телефонирање – зависно од врсте послова.
Не може се доћи до успеха без квалитетне комуникације. Вештина телефонске комуникације није једноставна.
Само обављање разговора тече кроз свој процес. Прве речи стварају представу о ономе са друге стране. Морамо имати став који ће показати нашу озбиљност. Очекује се да се обе стране у разговору представе – најпре се по бонтону очекује да прималац позива кратко саопшти – потврди да смо добили број који смо тражили, а потом се позиваоц представља – ко је, кога представља и циљ позива. Блага дигресија од раног изражавања циља може бити благотворна и омогућити квалитетнију конверзацију. 
Процес телефонирања се своди на слушање, говор и реакцију - динамику интеракције којом ћемо примљене информације обрадити у реалном времену и припремити информацију за говор. Слушање је процес којим разумевамо шта је неко рекао.
Веома је битно да оно што се изговори буде јасно. Говори се да би нас други разумели. То значи квалитетан и јасан изговор, као и прецизност датих информација. Можемо сматрати да се посао може завршити и извртањем теза, убеђивањем, чак и лагањем. Међутим, пословни човек који држи до себе прецизно ће се изражавати и тако појачавати своју позицију пословног преговарача. Конверзација мора бити одређена.
Телефонски разговор се не обавља по сценарију – можемо рећи да је то контролисана импровизација. Мора се размислити пре него се изговори јер се на тај начин спречава погрешно тумачење.
Такође је битно испоштовати саговорника и његову жељу да комуницира. Равноправни учесници ће обавити квалитетну конверзацију.
Приступ мора бити без предрасуда.
Различите особе различито тумаче исто изречене поруке. То зависи од претходних искустава. Морате схватити области интересовања и ниво знања и образовања особе са којом се конверзира. Стога и значење мора бити у контексту.
Говор тела је искључен. Јасноћа онога што је решено долази до изражаја. Не постоји начин да неком нешто објасните уколико то не знате да искажете.
Говори се у малим деловима и након исказане информације постављају се питања у циљу провере да ли је информација валидно примљена.
Такође се саговорнику потврђује да ли су његове информације примљене.
У конверзацији се користе речи из сопственог језичког фонда – оне коју су нама јасне, али морају бити јасне и саговорнику. Сопственим речима морамо и потврдити изрешене ставове и чињенице. Морамо мислити барем три пута брже него што говоримо. Порука мора имати своју јасност и суштину. Мора бити кратка. Дуге поруке замарају и често одвлаче од теме. Тиме се удаљавамо од циља разговора.
Ако комуникација не функционише морамо се запитати шта се може урадити другачије, како можемо доћи до побољшање конверзације. То може значити и краће удаљавање од теме, али са циљем повратка на тему.
Треба одредити ко има већу потребу за исказивањем. Уколико је то наша страна говорићемо. Ако већу потребу има саговорник, онда ћемо саслушати и рефлектовати – примати информације и одговарати. Ако су потребе подједнаке не треба журити са изношењем ставова. Сачекаћемо да се саговорник прилагоди нама. Ово ће нам дати предност приликом изражавања ставова.
Свакако да телефонирање има својих предности – непосредна и брза комуникација, али има и мана. Не можемо знати шта се заиста догађа са друге стране линије. Највећа мана јесте, свакако, непостојање чврстог доказа да је нешто заиста и исказано – договорено. Стога је телефонирање увод у даље пословне контакте. Али, телефонирање ипак, остаје најчешћи облик комуникације међу пословним партнерима.